# VizieR
VizieR — служба астрономічних каталогів, підтримувана Страсбурзьким центром астрономічних даних. Виникнення служби бере початок у 1993 році, коли її заснувало Європейське космічне агентство як пошуковик каталогів Європейської космічної інформаційної системи (ESIS). Проєкт ESIS спочатку призначався для космічної наукової спільноти. Він виник ще до широкого поширення інтернету й дозволив уніфікувати різнорідний набір каталогів і даних.
Страсбурзький центр астрономічних даних роками збирав і поширював астрономічні дані, тому оригінальний пошуковик каталогів ESIS був перенесений і зберігся там. VizieR був створений у 1996 році, ставши популярною в усьому світі базою астрономічних каталогів. Станом на лютий 2021 року VizieR містить понад 20 000 каталогів. Це основне джерело даних у складі віртуальної обсерваторії.